# 劍橋 (緬因州)
劍橋（英語：Cambridge）是一個位於美國緬因州薩默塞特縣的鎮。

## 人口
根據2020年美國人口普查的數據，劍橋的面積為50.19平方千米，當中陸地面積為50.04平方千米，而水域面積為0.15平方千米。當地共有人口443人，而人口密度為每平方千米9人。